# Abdulrahman al-Khalidi
Abdulrahman al-Khalidi (Arabisch: عبد الرحمن الخالدي; geboren 1993) ist ein saudi-arabischer Menschenrechtsaktivist. Nachdem er sich ab 2011 als Student für die Rechte von Gefangenen eingesetzt hatte, floh al-Khalidi 2013 im Zuge des Arabischen Frühlings aus Saudi-Arabien. Im Exil schloss er sich Dissidenten wie Jamal Khashoggi und Omar Abdulaziz an. Im Jahr 2021 beantragte al-Khalidi Asyl in Bulgarien; die anschließende Entscheidung der bulgarischen Regierung, seinen Antrag abzulehnen, führte zu einer breiten Verurteilung durch Menschenrechtsgruppen.

## Leben
Während seines Jurastudiums erfuhr al-Khalidi von der Verletzung der Rechte von Gefangenen in Saudi-Arabien und begann, sich durch seine Mitgliedschaft in der Saudi Civil and Political Rights Association für die Rechte von Menschen einzusetzen, die im Rahmen des Strafrechtssystems des Landes inhaftiert sind. Zwischen 2011 und 2013 nahm er an Demonstrationen in Riad teil, bei denen er sich für die Rechte von Gefangenen einsetzte und eine Verfassungsreform im Land forderte. Nach dem Ausbruch des Arabischen Frühlings nahm al-Khalidi auch an Protesten in der Ostprovinz gegen die saudi-arabische Regierung teil. Im Exil, das er in Ägypten, Katar und der Türkei verbrachte, setzte er seine politischen Aktivitäten fort und arbeitete journalistisch. Unter anderem war er Mitglied der Online-Bewegung Geish al-Nahl (Bienenarmee).

## Asylantrag in Bulgarien
Im Oktober 2021 überquerte er die türkisch-bulgarische Grenze zu Fuß und wurde anschließend in Bulgarien festgenommen. Seit Oktober 2021 ist al-Khalidi in Busmantsi, in der Nähe des Sofioter Flughafens, in Abschiebehaft inhaftiert. Am 16. November 2021 beantragte er Asyl, welches von der Staatlichen Agentur für Flüchtlinge abgelehnt wurde. Al-Khalidi legte Einspruch ein gegen die Entscheidung der staatlichen Agentur für Flüchtlinge, die im Wortlaut vom Verfassungsgericht in Sofia übernommen wurde. Im November 2022 versuchte al-Khalildi sich das Leben zu nehmen. Am 27. September 2023 fällte der Oberste Verwaltungsgerichtshof sein Urteil und beschloss, alle Entscheidungen der Vorinstanzen aufzuheben und den Fall wegen Verfahrensmängeln und -fehlern, nämlich der Tatsache, dass keine Übersetzung ins Arabische vorlag und dass er fälschlicherweise als Syrer angesehen wurde, zur erneuten Verhandlung an die Vorinstanzen zurückzuverweisen. Am 18. Januar 2024 wurde seine Freilassung durch das Verwaltungsgericht in Sofia entschieden, jedoch am 22. Januar 2024 durch die Staatliche Agentur für Sicherheit verweigert. Im Oktober wurde über seine Abschiebung entschieden. Am 26. März 2025 wurde sein Asylantrag erneut abgelehnt. Das Sofioter Verwaltungsgericht entschied am selben Tag al-Khalildi sofort freizulassen, was nicht geschah.
Die Sonderberichterstatterin zur Lage von Menschenrechtsverteidigern beim UN-Menschenrechtsrat, Mary Lawlor, gab an, dass die Abschiebung al-Khalidi gegen das Non-Refoulement Gebot verstoßen würde. Auch aus der Haft berichtet al-Khalidi über Vorkommnisse in der Abschiebehaft, darunter Misshandlungen durch das Personal.  Am 5. Juli 2024 kündigte er aus Protest gegen die Verletzung seiner Rechte einen Hungerstreik an, der von den bulgarischen Behörden dementiert wurde.